# 死魂曲：新譯
《死魂曲：新譯》為SCE日本工作室旗下恐怖遊戲系列《死魂曲》之最新作，由索尼電腦娛樂透過PlayStation 3平台發行，屬於以西洋人角度重新詮釋之作品。

## 故事
午夜十二時，紅海上響起了警笛，消失的村落再度復甦。
舞台同為羽生蛇村，但本作則以西洋人為主體角色。劇情承襲第一作，並採取重新詮釋的「新譯」（New Translation）形式。
二〇〇七年八月 ，一名對神秘留言充滿興趣的高中留學生潛入了羽生蛇村。與此同時，一支來自美國某電視台的採訪隊目睹了活人獻祭儀式，並展開連場絕望的博鬥。

## 遊戲玩法
由於外國取向的關係，敵人被改變成西洋人討厭的昆蟲，也加入了類似電影的爆炸性演出（如甩尾登場的警車等）。
故事進行方式改為無分歧方式，廢除「Link Navigator」及「終了條件1、2」的概念。全部共由12章構成，每章皆有片頭（前情提要）及下回預告，並以上述改變率先採用正式發售前「先行下載販售」的做法。此項為率先下載本篇的玩家於7月24日正式發售前一天解禁一章的方式，讓全國玩家都可以一邊分享情報一邊同步邁向故事結局所做的嘗試。
動作要素亦大幅變更，各種攻擊都合併為同一按鍵，此外還變更了狙擊槍及次要指令（到前作為止須從指令目錄下選擇）的操作，新增了擋門等次要動作以及衝刺攻擊、一招擊倒敵人的「Fatal Move」。截取敵人視點的視界截取顯示方法也做了改變，到前作為止都會將對方視界顯示在整個螢幕，本作改為分割成左右畫面同時顯示操作中的角色與對方視界，並且最高可在畫面上同時顯示三個被截取對象的視界。另外，也取消了到前作為止都有的體力要素。

## 登場角色
哈瓦德‧賴特〈Howard Wright〉男／18歲／高中學生（即將畢業）
Cast: Stephan Fisher
二〇〇七年的人，就讀東京某國際學校，會說簡單的日語。
有寫部落格，對突然收到的不明訊息產生興趣，因此來到羽生蛇村。
八月二日晚上十一點左右阻止了儀式讓美耶古逃離，之後被嶋田習次用槍射擊，但因為紅水的力量而暫時保住了一命；與美耶古再會後決定一起逃離羽生蛇村，途中因為哈瓦德有了屍人化的跡象，美耶古劃破兩人手心將自己的血給了哈瓦德，使他免於變成屍人。
其後貝拉屍人化，違反銜尾蛇之輪而令時間倒轉，回到哈瓦德被嶋田射殺後不久的時刻（八月三日深夜一點）。
輪迴重啟後與美耶古再會，共同解開封印，美耶古卻被覺醒的雅瑪娜帶走；為了救回美耶古而來到屍人之巢，但美耶古已成為祭品，哈瓦德便被成為靈體的美耶古帶到煉獄之中。
從犀賀省悟手中獲得了宇理炎以及日本刀，擊倒蚕子後，為了實踐與美耶古的諾言，選擇留在羽生蛇村殲滅屍人。
對應的角色為SIREN的須田恭也。
美耶古（みやこ／MIYAKO）女／16歲／無業
Cast: 岡本奈月 
一九七六年的人，充滿謎團的神秘美少女。
在儀式中正要被當作祭品奉獻時被哈瓦德所救，與哈瓦德再會後決定一起逃離羽生蛇村，卻被屍人化的犀賀省悟槍擊而負傷；沒有多久輪迴便重啟。
時間回到八月三日，雖與哈瓦德再會並共同行動，但被雅瑪娜帶走成為了祭品，變成有如靈體般的存在；由於美耶古曾將自己的血給哈瓦德，導致蚕子以不完全的幼體復活。
將來到屍人之巢的哈瓦德帶到煉獄，從旁協助他擊倒蚕子，之後與哈瓦德一起留在羽生蛇村消滅屍人。
對應的角色為SIREN的神代美耶子。
山姆‧蒙羅（Sam Monroe）男／37歲／民俗學者
Cast: Jonathan Legg
二〇〇七年的人。曾在某三流大學有個閒職，但因為不擅交際、說話拐彎抹角而辭職。緊張時說話會結巴。
由於金錢困擾以及家庭糾紛，以帶著女兒被同行為條件，跟著TV採訪團一起行動。
在各樣的異變中與梅莉莎會合，撿到貝拉畫的教堂塗鴉而朝著不入谷聖堂前進，被屍人化的貝拉襲擊，遭到怪力屍人攻擊而成為蜘蛛屍人。但貝拉的屍人化違反銜尾蛇之輪，讓雅瑪娜重啟了輪迴。
重啟輪迴後回到了八月三日的深夜一點，與索爾會合卻被屍人包圍，最後索爾被屍人攻擊，只有山姆成功逃離。
逃到不入谷聖堂後從古文書中得知羽生蛇村跟輪迴的無限循環，為了阻止儀式而趕往屍人之巢，途中遇到了哈瓦德，得知哈瓦德是因為收到自己寄出的信而來到村莊。
在哈瓦德打倒蚕子後，掉入了隨著警號開啟的時空漩渦，來到一九七六年、已被土砂掩埋的羽生蛇村；遵從哈瓦德所說，寄出了訊息讓哈瓦德來到羽生蛇村，而此刻就成為引發銜尾蛇之輪的原因本作中唯一的倖存者。在來到一九七六年的現實世界後的31年間（到二〇〇七年為止），一直過著無家可歸的流浪生活，在變異。
即將發生時，突然在公園倒下，送往醫院的途中就因不明原因死亡。
手藝非常差，被女兒批評得很慘。
對應的角色是SIREN的竹内多聞。
梅莉莎‧凱兒（Melissa Gale）女／34歲／電視台主播
Cast: Emma Howard
二〇〇七年的人，美國有線電視台的紀實節目記者。
幾年前跟山姆離婚後，一直在對工作的熱情以及掛念分開生活的女兒之間困擾不已。
性格堅強，口齒十分伶俐。
與山姆會合後，一起朝著不入谷聖堂前進，但卻因為遭到屍人化的貝拉及怪力屍人襲擊而和山姆失散。
後來貝拉突變成為頭腦屍人，不能接受女兒死亡的梅莉莎失去了理智，在村莊內尋找著貝拉；看到屍人貝拉身邊的哈瓦德後，說著「別靠近我女兒」便將哈瓦德一槍擊斃。
貝拉的屍人化讓雅瑪娜重啟了輪迴，回到了八月三日的凌晨。
帶著貝拉離開醫院的兩人被怪力屍人襲擊，梅莉莎為了讓貝拉逃走而自焚，死後變成屍人，之後突變成怪力屍人。
變成屍人後仍對女兒有強大的執念，在蜘蛛屍人索爾將對貝拉不利時，將索爾拖離保護了貝拉。最後與索爾一起落入時空漩渦中下落不明。
對應的角色是SIREN的高遠玲子、美濱奈保子(職業)。
貝拉‧蒙羅（Bella Monroe）女／10歲／小學生
Cast: Ryana Crocker
二〇〇七年的人，山姆和梅莉莎的女兒。半年前祖母去世後，跟山姆兩個人一起生活。
正處叛逆期，偶爾會有任性的舉動；個性與母親十分相像。
與山姆一起來到羽生蛇村，變異後與眾人失散，獨自在村莊尋找父母親，卻遭到屍人襲擊而逐漸變成屍人。
抵達不入谷聖堂時已經完全屍人化，之後突變成頭腦屍人。
輪迴重啟後，與梅莉莎一起逃亡，在梅莉莎犧牲自己後，貝拉逃到伊東家，躲過屍人後來到伊東家外，遇上了屍人化的梅莉莎。
逃離後看到了雅瑪娜帶走美耶古的一幕，犀賀省悟將昏迷的哈瓦德抬起時，跟著犀賀省悟一起到了醫院。
之後跟著哈瓦德一起行動，來到了屍人之巢。在哈瓦德進入煉獄的同時，貝拉跑到外頭，差點被屍人索爾攻擊時，受到了屍人化的梅莉莎的保護，但高台崩落，讓貝拉也跟著掉入了時空漩渦中。
對應的角色是SIREN的四方田春海、前田知子。
索爾‧傑克遜（Sol Jackson）男／36歲／電視台導演
Cast: Kenny Scott
二〇〇七年的人，採訪團的導播兼攝影師。
由於聽到謠言「日本深山中有還留有活人祭祀習俗的村莊」，因此策劃到羽生蛇村進行採訪。
暗戀梅莉莎，因為對梅莉莎的心意，認為自己有保護貝拉的使命。
為了讓貝拉逃走而遭屍人攻擊，變成屍人後對貝拉有強大的執著，執拗的要找到貝拉。
輪迴重啟後回到八月三日凌晨，雖然在礦坑中與山姆會合，但遭到屍人包圍，最後山姆逃出，索爾則死亡，再度化為屍人，之後突變成蜘蛛屍人。
在屍人之巢即將抓到貝拉時，被屍人化的梅莉莎拖離，和梅莉莎一起掉入時空漩渦中下落不明。
雅瑪娜（AMANA）女／年齡不明／求導女
Cast: Alexis
村裡尋求真理的年輕修行女。
打算設法阻止「活人祭祀儀式」，卻被村人阻撓。
會說日文。
雖然想阻止獻祭儀式，但被村人阻撓。
在變異發生時遇見了哈瓦德，在一起行動的過程中被羽根屍人帶走，不知為何在不入谷聖堂醒來。
此時雅瑪娜找到了過去的自己寫的日記，也入手了真魚教的項鍊，決定找回自己的記憶，最後終於想起自己的目的，決心要再次進行儀式。
雖然帶走了美耶古，但因為銜尾蛇之輪不完整，儀式失敗、蚕子無法復活，所以輪迴重啟，回到了八月三日。
由於覺醒後時間倒轉，與兩人再會時雅瑪娜讓哈瓦德昏厥，帶走了美耶古進行儀式；但由於美耶古將自己的血液給了哈瓦德，所以蚕子以不完全的幼體姿態復活。
之後跟蚕子一起來到煉獄，將自己的肉體獻給蚕子，讓蚕子進化為成體。在蚕子被哈瓦德打敗後，雅瑪娜因為自己親手完成銜尾蛇之輪而滿足的消失在時空漩渦中。
真實身分是成長之後的貝拉。
當時的貝拉被時空漩渦帶到了七世紀末的羽生蛇村，由於非常飢餓，無法忍受空腹的痛苦，吃了此時降世的蚕子的肉，受了不死的詛咒，因而背負著必須獻上活祭品給蚕子的宿命。
但是因為活過太久的時間，逐漸遺忘了自己的目的，造成神祕的求導女遭遇到現世的變異；而這件事成為銜尾蛇之輪發生的契機，若在輪不成立的狀況下進行時間，時光就會回溯直到輪完成；反之則會永遠的輪迴下去。
對應的角色是SIREN的八尾比沙子。
犀賀省悟（さいが せいご／SEIKO SAIGA）男／30歲／醫生
Cast: 服部整治
一九七六年的人，犀賀醫院的年輕院長。
身陷村莊的習俗，因此也擔任村莊地下組織的要職。
他在一九五二年五月三十日當天雙親因車禍過世後，便被村中大戶犀賀家收養，舊姓為三田村（みたむら／MITAMURA）。
由於在犀賀家並不受到疼愛，在這樣的環境下長大的犀賀省悟總讓人覺得似乎某些地方很空洞，給人一種冷酷的強大威壓感。英語能力很強，面對其他來自美國的登場角色也能溝通。
擔任儀式的祭司，在進行儀式時親手殺了暗戀自己的河邊幸江。
儀式進行的途中遭到哈瓦德的阻撓而讓美耶古逃走。在探索村莊的過程中救出了被屍人襲擊的山姆，到犀賀醫院與梅莉莎會合後，終於領悟到繼續活下去也沒有希望，便飲槍自盡。
之後化為屍人，開始追擊哈瓦德與美耶古。
時間回溯後，在祈禱所發現有關宇理炎的古文書，在回醫院的途中遇到了昏厥的哈瓦德，碰巧從哈瓦德身上得到美耶古的血並得知能和宇理炎結合，其後跟著古文書的指示來到地下礦坑取得宇理炎。
在屍人之巢內，為了讓蚕子幼體更不完全而使用宇理炎；來到煉獄後，以決鬥的方式將宇理炎託付給哈瓦德，說著「這樣就可以退場了」後安心的死去。
幸江暗戀的對象。知道幸江對自己的感情，但是沒有正面回應過她。
但從消滅前他淡淡的念著幸江的名字，可以證明犀賀對幸江也有感情。
主要的對應角色是SIREN的宮田司郎，其他還有牧野慶、志村晃、神代淳等等複數的舊作登場角色。
河邊幸江（こうべ ゆきえ／YUKIE KOBE ）女／24歲／護士
Cast: チャン・リーメイ（蔣里美）、聲：杉崎綾子
一九七六年的人，犀賀醫院裡的護士，暗戀犀賀省悟。
因為太過喜歡對方，而有偷拍、跟蹤等行為。
對應的角色是SIREN的恩田美奈。
嶋田習次（しまだ しゅうじ／SHUJI SHIMADA）男／年齡不明／軍裝警察
Cast: 白石タダシ、聲：大山高男
一九七六年的人。
雖然身形削瘦但是個愛吃甜食的大胃王，曾經救過一個在河裡溺水的小孩。
為此那孩子送來感謝信，是個模範警察。
對應的角色是SIREN的石田徹雄。

## 外部連結
- 死魂曲：新譯官方網站 （页面存档备份，存于）（日語）
- 互联网电影数据库（IMDb）上《死魂曲：新譯》的资料（英文）
- 莫比游戏上的《死魂曲：新譯》（英文）